# Anomaloglossus
Genre
Anomaloglossus est un genre d'amphibiens de la famille des Aromobatidae.

## Répartition
Les 33 espèces de ce genre se rencontrent au Brésil, en Guyane, au Suriname, au Guyana, au Venezuela, en Colombie et au Panama.

## Liste des espèces
Selon Amphibian Species of the World (8 mars 2015) :
- Anomaloglossus apiau Fouquet, Souza, Nunes, Kok, Curcio, Carvalho, Grant & Rodrigues, 2015
- Anomaloglossus astralogaster Myers, Ibáñez, Grant & Jaramillo, 2012
- Anomaloglossus atopoglossus (Grant, Humphrey & Myers, 1997)
- Anomaloglossus ayarzaguenai (La Marca, 1997)
- Anomaloglossus baeobatrachus (Boistel & Massary, 1999)
- Anomaloglossus beebei (Noble, 1923)
- Anomaloglossus blanci[3] Fouquet, Vacher, Courtois, Villette, Reizine, Gaucher, Jairam, Ouboter & Kok, 2018
- Anomaloglossus breweri (Barrio-Amorós, 2006)
- Anomaloglossus confusus Myers & Grant, 2009
- Anomaloglossus degranvillei (Lescure, 1975)
- Anomaloglossus dewynteri Fouquet, Vacher, Courtois, Villette, Reizine, Gaucher, Jairam, Ouboter & Kok, 2018
- Anomaloglossus guanayensis (La Marca, 1997)
- Anomaloglossus isthminus Myers, Ibáñez, Grant & Jaramillo, 2012
- Anomaloglossus kaiei (Kok, Sambhu, Roopsind, Lenglet & Bourne, 2006)
- Anomaloglossus lacrimosus (Myers, 1991)
- Anomaloglossus leopardus Ouboter & Jairam, 2012
- Anomaloglossus megacephalus Kok, MacCulloch, Lathrop, Willaert & Bossuyt, 2010
- Anomaloglossus moffetti Barrio-Amorós & Brewer-Carias, 2008
- Anomaloglossus murisipanensis (La Marca, 1997)
- Anomaloglossus parimae (La Marca, 1997)
- Anomaloglossus parkerae (Meinhardt & Parmalee, 1996)
- Anomaloglossus praderioi (La Marca, 1997)
- Anomaloglossus roraima (La Marca, 1997)
- Anomaloglossus rufulus (Gorzula, 1990)
- Anomaloglossus shrevei (Rivero, 1961)
- Anomaloglossus stepheni (Martins, 1989)
- Anomaloglossus surinamensis Ouboter & Jairam, 2012
- Anomaloglossus tamacuarensis (Myers & Donnelly, 1997)
- Anomaloglossus tepequem Fouquet, Souza, Nunes, Kok, Curcio, Carvalho, Grant & Rodrigues, 2015
- Anomaloglossus tepuyensis (La Marca, 1997)
- Anomaloglossus triunfo (Barrio-Amorós, Fuentes-Ramos & Rivas-Fuenmayor, 2004)
- Anomaloglossus verbeeksnyderorum Barrio-Amorós, Santos & Jovanovic, 2010
- Anomaloglossus wothuja (Barrio-Amorós, Fuentes-Ramos & Rivas-Fuenmayor, 2004)

## Publication originale
- Grant, Frost, Caldwell, Gagliardo, Haddad, Kok, Means, Noonan, Schargel & Wheeler, 2006 : Phylogenetic systematics of dart-poison frogs and their relatives (Amphibia: Athesphatanura: Dendrobatidae). Bulletin of the American Museum of Natural History, no 299, p. 1-262 (texte intégral).